# Turrón de vino
El turrón de vino es un postre chileno hecho a base de claras de huevo, vino tinto, azúcar y nueces.

## Origen
El turrón de vino es mencionado en el libro Manual de cocina a beneficio de Lourdes publicado en Santiago de Chile en 1913.
Se menciona también en el libro La hermanita hormiga: tratado de arte culinario de la escritora chilena Marta Brunet y publicado en 1931.